# Dicaearchus van Messana
Dicaearchus (Oudgrieks: Δικαίαρχος, Dikaíarchos) (Messina), ca. 350 v.Chr. - 285 v.Chr.) was een peripatetisch wijsgeer uit Messana op Sicilië.
Hij was samen met Aristoxenus en Theophrastus een leerling van Aristoteles. Hij leefde meestal in de Peloponnesus.
Hij schreef een Βίος Ἑλλάδος in drie boeken, een historisch-geografische beschrijving van Griekenland, volgens zijn natuurkundige en zedelijke toestand, met ingelaste plaatsen uit dichters. Er zijn slechts twee fragmenten van over.
Een werk dat hem wordt toegeschreven περὶ μουσικῶν ἀγώνων, waarin zeker ook de van hem afkomstige berichten omtrent onderwijs in voorkwamen, was waarschijnlijk slechts een deel van dat grote werk.
Een beschrijving van Griekenland in jamben - ἀναγραφὴ τῆς Ἑλλάδος - waarvan nog 150 verzen bestaan, is zeker onecht.
Zijn door Cicero geprezen filosofische schriften zijn verloren gegaan.

## Referentie
- art. Dicaearchus, in F. Lübker - trad. ed. J.D. Van Hoëvell, Classisch Woordenboek van Kunsten en Wetenschappen, Rotterdam, 1857, p. 273.